# Islamnagar
Islamnagar là một thị xã và là một nagar panchayat của quận Budaun thuộc bang Uttar Pradesh, Ấn Độ.

## Địa lý
Islamnagar có vị trí 28°20′B 78°43′Đ / 28,33°B 78,72°Đ Nó có độ cao trung bình là 189 mét (620 feet).

## Nhân khẩu
Theo điều tra dân số năm 2001 của Ấn Độ, Islamnagar có dân số 26.055 người. Phái nam chiếm 52% tổng số dân và phái nữ chiếm 48%. Islamnagar có tỷ lệ 40% biết đọc biết viết, thấp hơn tỷ lệ trung bình toàn quốc là 59,5%: tỷ lệ cho phái nam là 47%, và tỷ lệ cho phái nữ là 32%. Tại Islamnagar, 20% dân số nhỏ hơn 6 tuổi.